# Pterolophia semicircularis
Pterolophia semicircularis là một loài bọ cánh cứng trong họ Cerambycidae.